# Jewish Lights Publishing
Jewish Lights Publishing è una casa editrice statunitense con sede a Woodstock, nel Vermont. Fondata nel 1990, la casa pubblica opere per bambini e adulti di estrazione ebraica. Tuttavia fornisce ai propri lettori contenuti interessanti per tutte le prospettive. Le materie di catalogo includono il misticismo ebraico e la spiritualità, la giustizia sociale, le discipline interconfessionali, gli eventi del ciclo religioso ebraico. La casa editrice è una divisione della società LongHill Partners, insieme alle altre due sussidiarie, la SkyLight Paths Publishing e la GemStone Press.